# Danielle Mitterrand

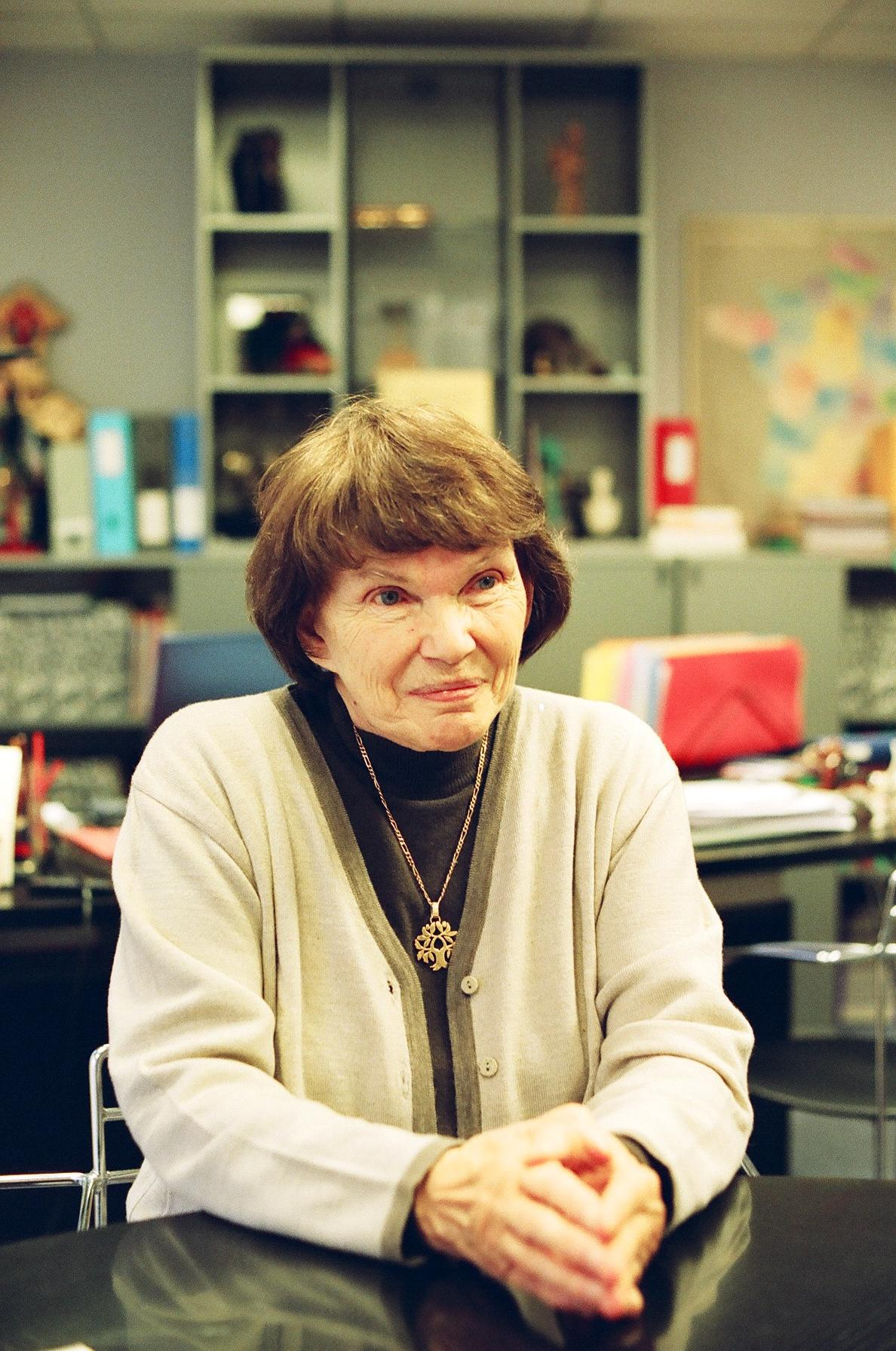
Danielle Mitterrand (2005)

Danielle Émilienne Isabelle Mitterrand, geboren Gouze (Verdun, 29 oktober 1924 – Parijs, 22 november 2011) was een Frans schrijfster. Ze was voorzitster van de stichting France Libertés – Fondation Danielle-Mitterrand.
Ze was de echtgenote van François Mitterrand, de president van de Franse Republiek van 1981 tot 1995. Ze leerde hem kennen tijdens haar werk in de verzetsbeweging tijdens de Tweede Wereldoorlog. Het paar had drie kinderen.

## Werk
- En toutes libertés, Ramsay, 1996
- Ces hommes sont avant tout nos frères, Ramsay, 1996 (in India door Chiapas)
- La torture en Tunisie: Comité pour le respect des libertés et des droits de l’homme en Tunisie, Le temps des cerises, 2000
- Le Livre de ma mémoire, Édition Jean-Claude Gawsewitch, 2007 ISBN 978-2350130897.

## Onderscheidingen
- 1996 North-South Prize (Raad van Europa)
- 1999 Light of Truth Award